# Dichromadora setosa
Dichromadora setosa är en rundmaskart. Dichromadora setosa ingår i släktet Dichromadora, och familjen Chromadoridae. Arten är reproducerande i Sverige.